# Armuña de Almanzora
Armuña de Almanzora er en by og kommune i det sydøstlige Spanien i provinsen Almería. Den har et indbyggertal på 331 (2024) indbyggere.